# Vuelta a Burgos 2015
La XXXVII Vuelta a Burgos se disputó entre el 4 y el 8 de agosto de 2015 con un recorrido de 658 km dividido en 5 etapas, con inicio en Santo Domingo de Silos y final en las Lagunas de Neila.
La prueba perteneció al UCI Europe Tour 2015 de los Circuitos Continentales UCI, dentro de la máxima categoría para vueltas de varias etapas: 2.HC.
El ganador final fue Rein Taaramäe. Le acompañaron en el podio su compañero de equipo Michele Scarponi a solo dos segundos y Dani Moreno (quien se hizo con la etapa final de alta montaña, la clasificación de la regularidad y la clasificación de los españoles), respectivamente. Los cuatro primeros puestos no se decidieron hasta cruzar la línea de meta de dicha última etapa ya que el ganador por equipos Astana (con los tres primeros, por ese orden: López -vencedor de la etapa anterior donde cogió el liderato-, Scarponi y Taaramäe) estaban dominando la carrera, sin embargo tras un ataque de Moreno, Scarponi se quedó ayudando al líder de la carrera en ese momento, Miguel Ángel López (finalmente cuarto y vencedor de la clasificación de los sub-23), mientras que Taaramäe, que había estado tirando del pelotón en toda la subida final, decidió responder al ataque de Moreno; poco después Scarponi dejó solo al líder con el objetivo de recortar tiempo a Taaramäe y Moreno quedando solo a dos segundos de ganar la carrera.
En las otras clasificaciones secundarias se impusieron Fabio Duarte (montaña), Lluís Mas (metas volantes) y Miguel Ángel Benito (castellano y leonés).

## Equipos participantes
Tomaron parte en la carrera 11 equipos. El único equipo español de categoría UCI ProTeam; el único de categoría Profesional Continental; y los 2 de categoría Continental. En cuanto a la representación extranjera, estuvieron 7 equipos: 3 ProTeam y 4 Profesionales Continentales. Formando así un pelotón de 88 ciclistas, de 8 corredores cada equipo, de los que acabaron 68. Los equipos participantes fueron:
| Equipo                       | Cód. UCI | Categoría               | Jefe de filas     |
| ---------------------------- | -------- | ----------------------- | ----------------- |
| Movistar Team                | MOV      | UCI ProTeam             | Jesús Herrada     |
| Team Katusha                 | KAT      | UCI ProTeam             | Dani Moreno       |
| Ag2r La Mondiale             | ALM      | UCI ProTeam             | Blel Kadri        |
| Astana Pro Team              | AST      | UCI ProTeam             | Mikel Landa       |
| Caja Rural-Seguros RGA       | CJR      | Profesional Continental | Carlos Barbero    |
| Colombia                     | COL      | Profesional Continental | Fabio Duarte      |
| Bretagne-Séché Environnement | BSE      | Profesional Continental | Eduardo Sepúlveda |
| Southeast                    | STH      | Profesional Continental | Simone Ponzi      |
| Nippo-Vini Fantini           | NIP      | Profesional Continental | Damiano Cunego    |
| Burgos-BH                    | BUR      | Continental             | David Belda       |
| Murias Taldea                | MUR      | Continental             | Egoitz García     |

## Etapas
| Etapa | Fecha       | Recorrido                                              | km    | Ganador            | Líder              |
| ----- | ----------- | ------------------------------------------------------ | ----- | ------------------ | ------------------ |
| 1.ª   | 4 de agosto | Santo Domingo de Silos-Ciudad Romana de Clunia         | 149   | Carlos Barbero     | Carlos Barbero     |
| 2.ª   | 5 de agosto | Burgos-Burgos (CRE)                                    | 13,14 | Astana             | Luis León Sánchez  |
| 3.ª   | 6 de agosto | Castrojeriz-Villadiego                                 | 165   | Vladimir Isaichev  | Luis León Sánchez  |
| 4.ª   | 7 de agosto | Belorado-Pineda de la Sierra                           | 161   | Miguel Ángel López | Miguel Ángel López |
| 5.ª   | 8 de agosto | Comunero de Revenga (Comarca Pinares)-Lagunas de Neila | 170   | Dani Moreno        | Rein Taaramäe      |

## Clasificaciones

### Clasificación general
| Posición | Ciclista           | Equipo           | Tiempo          |
| -------- | ------------------ | ---------------- | --------------- |
|          | Rein Taaramäe      | Astana           | 15 h 56 min 0 s |
| 2        | Michele Scarponi   | Astana           | a 2 s           |
| 3        | Dani Moreno        | Katusha          | a 9 s           |
| 4        | Miguel Ángel López | Astana           | a 12 s          |
| 5        | Pierre Latour      | Ag2r La Mondiale | a 34 s          |
| 6        | Winner Anacona     | Movistar         | a 56 s          |
| 7        | Rodolfo Torres     | Colombia         | a 1 min 23 s    |
| 8        | Jesús Herrada      | Movistar         | a 1 min 44 s    |
| 9        | Rubén Fernández    | Movistar         | a 1 min 57 s    |
| 10       | Egor Silin         | Katusha          | a 2 min 26 s    |

### Clasificación de la montaña
| Posición | Ciclista      | Equipo   | Puntos |
| -------- | ------------- | -------- | ------ |
|          | Fabio Duarte  | Colombia | 70     |
| 2        | Rein Taaramäe | Astana   | 38     |
| 3        | Dani Moreno   | Katusha  | 34     |

### Clasificación de la regularidad
| Posición | Ciclista           | Equipo  | Puntos |
| -------- | ------------------ | ------- | ------ |
|          | Dani Moreno        | Katusha | 65     |
| 2        | Rein Taaramäe      | Astana  | 55     |
| 3        | Miguel Ángel López | Astana  | 50     |

### Clasificación de las metas volantes
| Posición | Ciclista   | Equipo                 | Puntos |
| -------- | ---------- | ---------------------- | ------ |
|          | Lluís Mas  | Caja Rural-Seguros RGA | 19     |
| 2        | Ibai Salas | Burgos-BH              | 9      |
| 3        | Arnau Solé | Burgos-BH              | 7      |

### Clasificación por equipos
| Posición | Equipo        | Tiempo           |
| -------- | ------------- | ---------------- |
|          | Astana        | 47 h 48 min 13 s |
| 2        | Movistar Team | a 4 min 24 s     |
| 3        | Katusha       | a 4 min 59 s     |

### Clasificación sub-23
| Posición | Ciclista            | Equipo                 | Tiempo           |
| -------- | ------------------- | ---------------------- | ---------------- |
| 1        | Miguel Ángel López  | Astana                 | 15 h 56 min 12 s |
| 2        | Pierre Latour       | Ag2r La Mondiale       | 24 s             |
| 3        | Miguel Ángel Benito | Caja Rural-Seguros RGA | a 9 min 13 s     |

### Mejor castellano y leonés
| Posición | Ciclista            | Equipo                 | Tiempo           |
| -------- | ------------------- | ---------------------- | ---------------- |
| 1        | Miguel Ángel Benito | Caja Rural-Seguros RGA | 16 h 05 min 25 s |
| 2        | Carlos Barbero      | Caja Rural-Seguros RGA | a 7 min 36 s     |
| 3        | Adrián González     | Murias                 | a 25 min42 s     |

### Mejor español
| Posición | Ciclista        | Equipo   | Tiempo          |
| -------- | --------------- | -------- | --------------- |
| 1        | Dani Moreno     | Katusha  | 15 h 56 min 9 s |
| 2        | Jesús Herrada   | Movistar | a 1 min 35 s    |
| 3        | Rubén Fernández | Movistar | a 1 min 48 s    |

## Evolución de las clasificaciones
| Etapa (Vencedor)               | Clasificación general | Clasificación de la montaña | Clasificación por puntos | Clasificación de las metas volantes | Clasificación por equipos |
| ------------------------------ | --------------------- | --------------------------- | ------------------------ | ----------------------------------- | ------------------------- |
| 1.ª etapa (Carlos Barbero)     | Carlos Barbero        | Fabio Duarte                | Carlos Barbero           | Arnau Solé                          | Caja Rural-Seguros RGA    |
| 2.ª etapa (CRE) (Astana)       | Luis León Sánchez     | Fabio Duarte                | Luis León Sánchez        | Arnau Solé                          | Astana                    |
| 3.ª etapa (Vladimir Isaichev)  | Luis León Sánchez     | Fabio Duarte                | Luis León Sánchez        | Lluís Mas                           | Astana                    |
| 4.ª etapa (Miguel Ángel López) | Miguel Ángel López    | Fabio Duarte                | Luis León Sánchez        | Lluís Mas                           | Astana                    |
| 5.ª etapa (Dani Moreno)        | Rein Taaramäe         | Fabio Duarte                | Dani Moreno              | Lluís Mas                           | Astana                    |
| Final                          | Rein Taaramäe         | Fabio Duarte                | Dani Moreno              | Lluís Mas                           | Astana                    |

## UCI Europe Tour
La Vuelta a Burgos otorgó puntos para el UCI Europe Tour 2015, solamente para corredores de equipos de categoría Profesional Continental y Continental. La siguiente tabla corresponde al baremo de puntuación:
| Posición              | 1º  | 2º | 3º | 4º | 5º | 6º | 7º | 8º | 9º | 10º | 11º | 12º | 13º | 14º | 15º |
| Clasificación General | 100 | 70 | 40 | 30 | 25 | 20 | 15 | 10 | 9  | 8   | 7   | 6   | 5   | 4   | 3   |
| Por etapa             | 20  | 14 | 8  | 7  | 6  | 5  | 4  | 2  |    |     |     |     |     |     |     |
| Líder, por etapa      | 10  |    |    |    |    |    |    |    |    |     |     |     |     |     |     |

| Ciclista            | Equipo                 | General | Etapa | Líder | Total |
| ------------------- | ---------------------- | ------- | ----- | ----- | ----- |
| Carlos Barbero      | Caja Rural-Seguros RGA | -       | 27,5  | 10    | 37,5  |
| Rodolfo Torres      | Colombia               | 20      | 6     | -     | 26    |
| David Belda         | Burgos-BH              | 8       | 9,25  | -     | 17,25 |
| Matteo Busato       | Southeast              | -       | 14,5  | -     | 14,5  |
| Miguel Ángel Benito | Caja Rural-Seguros RGA | -       | 11,5  | -     | 11,5  |
| Carlos Quintero     | Colombia               | -       | 7     | -     | 7     |
| Rafael Andriato     | Southeast              | -       | 6,5   | -     | 6,5   |
| Ángel Madrazo       | Caja Rural-Seguros RGA | -       | 5,5   | -     | 5,5   |
| Pierpaolo De Negri  | Nippo-Vini Fantini     | -       | 5     | -     | 5     |
| Manuel Belletti     | Southeast              | -       | 5     | -     | 5     |

| Resto de corredores | Resto de corredores          | Resto de corredores | Resto de corredores | Resto de corredores | Resto de corredores |
| Ciclista            | Equipo                       | General             | Etapa               | Líder               | Total               |
| ------------------- | ---------------------------- | ------------------- | ------------------- | ------------------- | ------------------- |
| Pello Bilbao        | Caja Rural-Seguros RGA       | -                   | 3,5                 | -                   | 3,5                 |
| Lluís Mas           | Caja Rural-Seguros RGA       | -                   | 3,5                 | -                   | 3,5                 |
| David Arroyo        | Caja Rural-Seguros RGA       | -                   | 3,5                 | -                   | 3,5                 |
| Omar Fraile         | Caja Rural-Seguros RGA       | -                   | 3,5                 | -                   | 3,5                 |
| Simone Ponzi        | Southeast                    | -                   | 2                   | -                   | 2                   |
| Jonathan Restrepo   | Katusha                      | -                   | 1,75                | -                   | 1,75                |
| Pablo Torres        | Burgos-BH                    | -                   | 1,25                | -                   | 1,25                |
| Juan Carlos Riutort | Burgos-BH                    | -                   | 1,25                | -                   | 1,25                |
| Igor Merino         | Burgos-BH                    | -                   | 1,25                | -                   | 1,25                |
| Eduardo Sepúlveda   | Bretagne-Séché Environnement | -                   | 1                   | -                   | 1                   |
| Kévin Ledanois      | Bretagne-Séché Environnement | -                   | 1                   | -                   | 1                   |
| Maxime Cam          | Bretagne-Séché Environnement | -                   | 1                   | -                   | 1                   |
| Matthieu Boulo      | Bretagne-Séché Environnement | -                   | 1                   | -                   | 1                   |
| Andrea Fedi         | Southeast                    | -                   | 0,5                 | -                   | 0,5                 |
| Mauro Finetto       | Southeast                    | -                   | 0,5                 | -                   | 0,5                 |